# Пелотас (футбольный клуб)
«Пело́тас» — бразильский футбольный клуб из одноимённого города штата Риу-Гранди-ду-Сул.

## История
Клуб основан 11 октября 1908 года, домашние матчи проводит на стадионе «Бока ду Лобо». Главным достижением «Пелотаса» является победа в чемпионате штата Риу-Гранди-ду-Сул в 1930 году. В 2020 году клуб выступал в Серии D Бразилии.

## Достижения
- Чемпион штата Риу-Гранди-ду-Сул (1): 1930